# Bistum Njombe
Das Bistum Njombe (lat.: Dioecesis Niombena) ist eine in Tansania gelegene römisch-katholische Diözese mit Sitz in Njombe.

## Geschichte
Das Bistum Njombe wurde am 16. Februar 1968 durch Papst Paul VI. mit der Apostolischen Konstitution Sicut solliciti aus Gebietsabtretungen des Bistums Iringa und der Territorialabtei Peramiho errichtet und dem Erzbistum Daressalam als Suffraganbistum unterstellt. Am 18. November 1987 wurde das Bistum Njombe dem Erzbistum Songea als Suffraganbistum unterstellt.

## Bischöfe von Njombe
- Raymond Mwanyika, 1971–2002
- Alfred Leonhard Maluma, 2002–2021
- Eusebio Samwel Kyando, seit 2023